# 真実一路 (俳優)
真実 一路（しんじつ いちろ、1948年（昭和23年）12月16日 - ）は、日本の俳優。本名は清水信一（しみず　しんいち）。デビュー当初は本名を芸名として活動していた。男性。身長170cm、体重70kg。

## 人物・略歴
東京都生まれ。劇団青俳演劇養成所・劇団青俳研究生を得て団員生になる。その後に劇団文学座の研究生となる。
1971年に五月舎旗揚げ公演『あわれ彼女は娼婦』で初舞台を踏み、1972年に『赤ひげ』（テレビ版）でデビュー。
以降は舞台を中心に、テレビドラマや映画などにも出演する。アフレコでは音響監督の壺井正の作品の常連である。

## 出演

### テレビドラマ
- 赤ひげ（1972年、NHK）
- 走れ!ケー100 第1話（1973年、TBS）
- ポーラ名作劇場「見知らぬ橋」(1973年、NET）
- 浮世絵 女ねずみ小僧（1974年、フジテレビ）
- NHK大河ドラマ（NHK）
  - 勝海舟（1974年）
  - おんな太閤記（1981年） - 黒田長政 役
  - 徳川家康（1983年） - 明石掃部 役
  - 花の乱（1994年） - 長塩八郎 役
  - 秀吉（1996年） - 稲葉良通 役
  - 毛利元就（1997年） - 山田秀則 役
  - 徳川慶喜（1998年） - 内藤信思 役
  - 義経（2005年） - 安田義定 役
- 土曜グランド劇場「求婚旅行」（1974年、NTV）
- 女の気持（1974年、NTV）
- スーパーロボット マッハバロン（1974年、NTV）
- 鎌倉はるなつ（1975年、フジテレビ）
- 愛のサスペンス劇場「白い崖」（1975年、NTV）
- 花王 愛の劇場（TBS）
  - 忍ぶ川（1975年）
  - 幻の殺意（1976年）
- Gメン'75 第9回「ニセ関屋警部補」（1975年7月19日、TBS）
- ライオン奥様劇場
  - 紀子・その愛（1976年、CX）
- 俺たちの祭（1977年、日本テレビ）
- 平岩弓枝ドラマシリーズ「下町のおんな　風子」（1978年、CX）
- 伝七捕物帳（1979年、テレビ朝日）
- 赤穂浪士（1979年、テレビ朝日）
- しあわせ戦争(1980年、TBS）
- 銀河テレビ小説（NHK）
  - 復活（1981年）
  - やつらの戦い（1983年）
  - 青春前後不覚（1983年10月 - 12月）
  - 殿様ごっこ（1988年10月 - 11月）
  - 新橋烏森口青春篇（1988年11月 - 12月）
- 愛・信じたく候（1981年、NHK）
- さらば海底空母イ401（1983年、日本テレビ）
- 木曜ゴールデンドラマ（YTV）
  - 終戦特集 死者をして語らしめよ!（1983年8月11日）
  - 女優時代（1988年10月13日）
- また逢う日（1983年、THK）
- 夜の街殺人物語 (1) 東京銀座－群馬老神温泉　女に殺意が芽生える時　哀しみの履歴書（1988年8月28日、ANB）
- 冬の橋 （1988年、ANB）
- 土曜ワイド劇場（ANB）
  - 西村京太郎トラベルミステリー 愛と死の飯田線 高原列車殺人事件!天竜峡に哀歌が流れる（1989年1月14日）
  - 八甲田山殺人暮色|八甲田山殺人暮色 若妻はなぜ襲われたか? 青森行“はつかり5号”にトリックが…（1991年）
  - 事件 (土曜ワイド劇場)12（2006年） - 松川大次郎
- 月曜・女のサスペンス「赤い猫　殺された母　20年目罪の決算書」（1989年5月29日、TX）
- 現代神秘サスペンス「間違った死に場所」（1989年9月19日、KTV）
- アイラブユーからはじめよう（1989年、TBS）
- 七色村（1989年、NHK）
- 朝の連続テレビ小説（NHK）
  - 凛々と（1990年）
  - さくら（2002年） - 桂木敏夫 役
- さすらい刑事旅情編II 第14話「バラバラ殺人!父を捜す美少女」（1990年1月17日、ANB）
- はぐれ刑事純情派（1990年） - 池上隆則
- ラストダンス（1990年、フジテレビ）
- さわやか3組（1990年・1996年、NHK教育）
- 泥だらけの純情（1991年、TBS）
- 新妻殺し（1991年、テレビ朝日）
- 腕におぼえあり（1992年、NHK） - 助川 役
- 西村京太郎トラベルミステリー 21（1992年、テレビ朝日）
- 火曜サスペンス劇場（NTV系）
  - 女監察医・室生亜季子 12・もう一つの血痕（1992年11月3日、東映）
  - 女弁護士・高林鮎子 20（1997年、日本テレビ）- 週間事件 編集長 役
  - 追跡 4（1998年、日本テレビ） - 大家 役
  - 警部補 佃次郎 9（1999年、日本テレビ） - 福留 役
- 天下を獲った男 豊臣秀吉（1993年、TBS）
- ドラマ30 / 娘からの宿題（1993年、CBC）
- If もしも「人生ゲーム 残された2通の遺言状」（1993年、フジテレビ）
- 法医学教室の事件ファイル第2シリーズ（1993年、テレビ朝日）
- 西村京太郎トラベルミステリー 24（1993年、テレビ朝日）
- さすらい刑事旅情編VI 第8話「裏切られた女弁護士 不倫の罠」（1993年、テレビ朝日）- 大岩耕治 役
- 裸の大将 第65話「清と謎の美人絵灯籠」（1994年、関西テレビ / 東阪企画）
- 十時半睡事件帖 第14話「庖丁ざむらい」（1994年、NHK） - 柴田清九郎 役
- 西遊記（1994年、日本テレビ）
- 牟田刑事官事件ファイル20（1995年、テレビ朝日）
- 名奉行 遠山の金さん 第7シリーズ 第11話「二昼夜の自由 切腹かけた初恋」（1995年、テレビ朝日 / 東映） - 紺野源左衛門
- 終着駅シリーズ5（1996年、テレビ朝日）
- 鳥帰る（1996年5月4日、NHK）
- 踊る大捜査線（1997年、フジテレビ） - 奥井弁護士 役
- 棟居刑事シリーズ4（1998年、テレビ朝日） - 平松課長 役
- 松本清張特別企画・危険な斜面（2000年、TBS） - 秋場文作の同僚 役
- 君が教えてくれたこと（2000年） - 三好刑事 役
- 松本清張没後10年特別企画 死んだ馬・殺意の接点（2002年、TBS） - 刑事課長 役
- いなか刑事・伊原泰三の退職捜査日誌3（2002年、テレビ東京）
- 西村京太郎トラベルミステリー39（2003年、テレビ朝日）
- 殺人スタント（2004年、テレビ朝日）
- 土曜ワイド劇場 「美人三姉妹の推理旅行」（2004 - 2007年） - 友田課長 役
- 指紋捜査官・塚原宇平の神業2（2006年、テレビ東京） - 工藤啓吾 役
- 忠臣蔵 瑤泉院の陰謀（2007年、テレビ東京） - 大野九郎兵衛 役
- 土曜ドラマ（NHK）
  - 新マチベン 〜オトナの出番〜（2007年）
  - トップセールス（2008年5月）
  - 鉄の骨（2010年7月） - 市原社長 役
- 水戸黄門（TBS）
  - 第38部 第1話 「小藩を救え!いざ西へ 水戸・江戸」 （2008年1月7日） - 吾平 役
  - 第40部 第7話「引き裂かれた娘の友情・平泉」（2009年9月7日） - 宇兵衛 役
  - 第41部 第4話「湯の里守れ!美人女将・箱根」（2010年5月3日） - 風見広之進 役
  - 第43部 第14話「母ちゃん探して伊勢参り・伊勢」（2011年10月24日） - 春木太夫 役
- NHKスペシャル「感染爆発〜パンデミック・フルー」（2008年1月12日、NHK） - 与田村助役 役
- 裸の大将放浪記「尾道坂道春の雪」（芦屋雁之助版、KTV・東阪企画） - 受付係 役
- 土曜時代劇 （NHK）
  - オトコマエ!（2008年7月）
  - 咲くやこの花（2010年2月20日） - 番頭 役
  - まっつぐ〜鎌倉河岸捕物控〜（2010年6月26日） - 後藤庄三郎 役
  - 鼠、江戸を疾る（2014年3月20日） - 花博堂主人　役
- 森村誠一サスペンス⑦「時」（2008年9月15日、TBS） - 多田健作 役
- Q.E.D. 証明終了第2話（2009年1月15日、NHK）
- NHKスペシャルドラマ 坂の上の雲（2009年11月29日、NHK） - 大原観山 役
- NHK正月時代劇 「隠密秘帖」（2011年1月1日、NHK） - 今川数右衛門 役
- 華和家の四姉妹 第7話（2011年8月21日、TBS） - 小野寺 役
- 相棒 Season 10 第11話（2012年1月11日、テレビ朝日）
- 土曜ドラマスペシャル 「メイドインジャパン」（2013年、NHK） - 安藤正敏 役
- 金曜プレステージ 「塔馬教授の天才推理2」（2014年9月19日、フジテレビ） - 川島順之助 役
- アルジャーノンに花束を （2015年、TBS）
- 人形佐七捕物帳 第4話（2016年11月15日、BSジャパン） - 逸見一夢斎 役
- ぬけまいる（2018年） - とび松 役
- 一橋桐子の犯罪日記 第3話（2022年10月22日、NHK総合） - 荒川治郎 役

### 映画
- 連合艦隊（1981年、東宝）清水信一名義で出演
- 千利休 本覺坊遺文（1989年、東宝） - 松井佐渡 役
- おろしや国酔夢譚（1992年、東宝-大映）
- RAMPO（1994年）
- 集団左遷（1994年、東映）
- ラブ・レター（1998年）
- 六月の蛇（2003年）
- 日本の青空（2007年） - 室伏高信 役
- 黄金花〜秘すれば花、死すれば蝶〜（2009年） - 物理学者老人 役

### アニメ
- アステリックス
- イタダキマン（1983年、CX）
- パソコントラベル探偵団（1983年、TX）

### 吹き替え
- アレキサンダー
- NYPD15分署 ※テレビ朝日版
- 騎馬警察（ヒューイ刑事）
- サイクロンZ（マオ、精神科医、殺し屋）
- ザ・ハイツ 青春のラプソディー 第2話（スミティ）
- ダークマン ※テレビ朝日版
- 南北酔拳（ソンツォ・シンツィ）
- ネイビー・シールズ（ベン・シャヒード）※テレビ朝日版
- ネメシス（アンジー＝リブ〈ケイリー＝ヒロユキ・タガワ〉）※ビデオ・BD版
- ファースト・ミッション
- マイ・ガール - テレビ版
- メル・ブルックス/珍説世界史PART I（マーカス）
- ルートヴィヒ（ホルシュタイン伯爵）- 関西テレビ版（BD収録）

### CM
- ニチイ学館（医療事務編） - 医師 役